# Dušan Pašek
Dušan Pašek, född 7 september 1960 i Bratislava, död 14 mars 1998 i Bratislava, var en tjeckoslovakisk ishockeyspelare.
Han blev olympisk silvermedaljör i ishockey vid vinterspelen 1984 i Sarajevo.